# Nobelpreis für Physik 1901

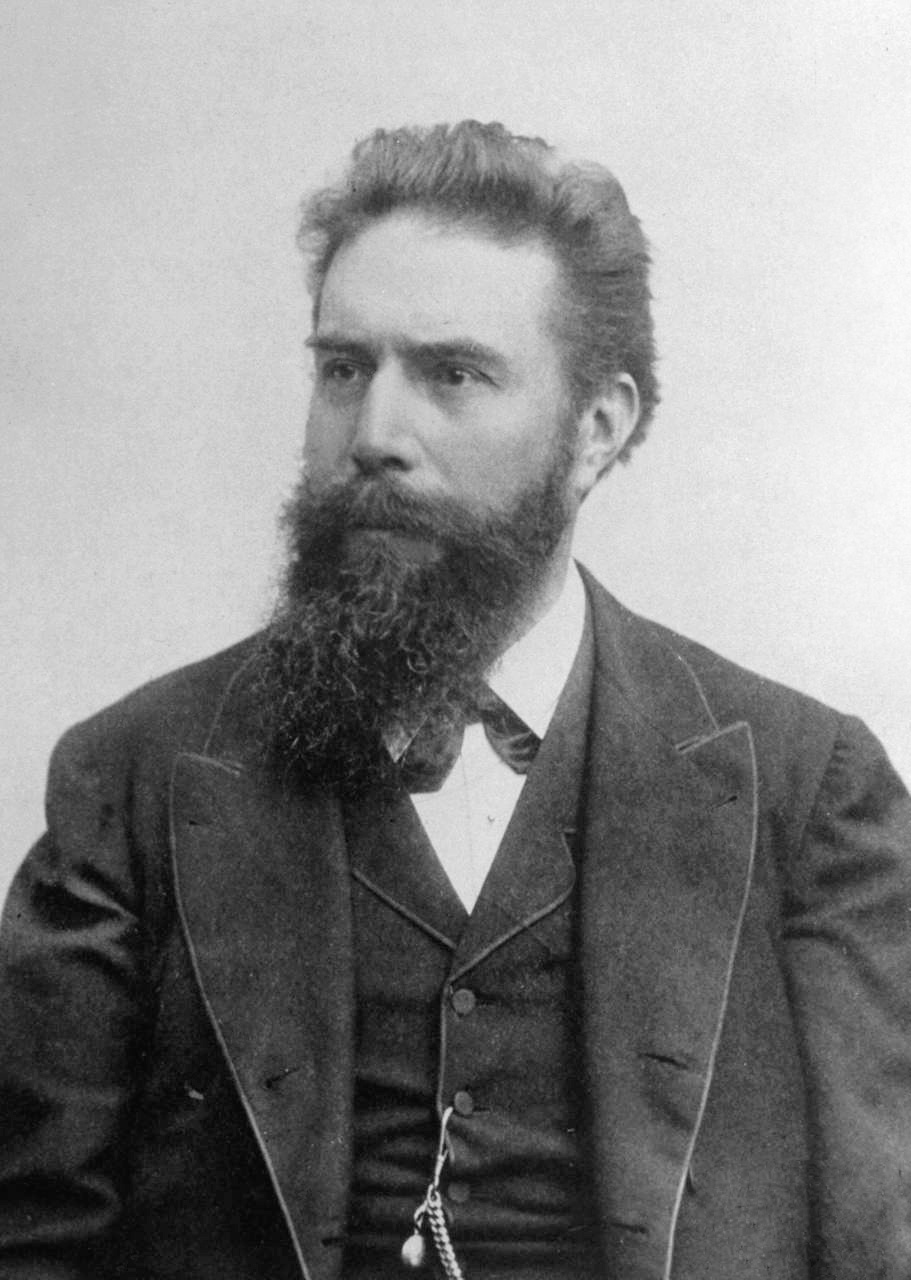
Wilhelm Conrad Röntgen,
Nobelpreis für Physik 1901

Für den Nobelpreis für Physik 1901 gingen 30 Nominierungen ein. Der Nobelpreis wurde dem deutschen Physiker Wilhelm Conrad Röntgen zuerkannt, der 16 Mal vorgeschlagen war. 
Pieter Zeeman, der zweimal vorgeschlagen war, erhielt den Nobelpreis für Physik im Folgejahr;
Svante Arrhenius, ebenfalls zweimal vorgeschlagen, 1903 den Nobelpreis für Chemie. Henri Becquerel, der einmal vorgeschlagen war, erhielt den Physiknobelpreis 1903, Gabriel Lippmann, ebenfalls einmal vorgeschlagen, 1908, Guglielmo Marconi, einmal vorgeschlagen, 1909.

## Liste der Nominierungen
| Nominierter                           | durch                                 |
| ------------------------------------- | ------------------------------------- |
| Svante Arrhenius                      | Adolf von Baeyer                      |
| Svante Arrhenius                      | August Sundell                        |
| Henri Becquerel                       | Marcelin Berthelot                    |
| William Wallace Campbell              | George Ellery Hale                    |
| William Wallace Campbell              | Simon Newcomb                         |
| Philipp Lenard                        | Silvanus Phillips Thompson            |
| Philipp Lenard Wilhelm Conrad Röntgen | Knut Ångström                         |
| Philipp Lenard Wilhelm Conrad Röntgen | Svante Arrhenius                      |
| Philipp Lenard Wilhelm Conrad Röntgen | Bernhard Hasselberg                   |
| Philipp Lenard Wilhelm Conrad Röntgen | Hugo Hildebrand Hildebrandsson        |
| Philipp Lenard Wilhelm Conrad Röntgen | Tobias Robert Thalén                  |
| Gabriel Lippmann                      | Félix Joseph Henri de Lacaze-Duthiers |
| Guglielmo Marconi                     | Pietro Blaserna                       |
| Adolf Erik Nordenskiöld               | Elis Sidenbladh                       |
| Wilhelm Conrad Röntgen                | Wilhelm von Bezold                    |
| Wilhelm Conrad Röntgen                | Anton Dohrn                           |
| Wilhelm Conrad Röntgen                | Friedrich von Hefner-Alteneck         |
| Grenville Clark                       | Louis Susky                           |
| Wilhelm Conrad Röntgen                | Albert von Koelliker                  |
| Wilhelm Conrad Röntgen                | Max von Pettenkofer                   |
| Wilhelm Conrad Röntgen                | Max Planck                            |
| Wilhelm Conrad Röntgen                | Friedrich Daniel von Recklinghausen   |
| Wilhelm Conrad Röntgen                | Franz Reuleaux                        |
| Wilhelm Conrad Röntgen                | E Stuve                               |
| Wilhelm Conrad Röntgen                | Emil Warburg                          |
| Wilhelm Conrad Röntgen                | Gustav Zeuner                         |
| William Thomson, 1. Baron Kelvin      | Wilhelm Conrad Röntgen                |
| Johannes Diderik van der Waals        | Heike Kamerlingh Onnes                |
| Pieter Zeeman                         | Christian Christiansen                |
| Pieter Zeeman                         | Albert Abraham Michelson              |

## Quelle
- https://www.nobelprize.org/nomination/archive/